# Delfí Canela i Cots
Delfí Canela i Cots (Mollerussa, 1876 - Balaguer, 29 de juliol de 1961) fou un polític català, diputat provincial i president de la Diputació de Lleida.
El 1886 acabà els estudis de dret i es va instal·lar a Balaguer. Es va afiliar al Partit Conservador i el 1905 fou escollit diputat provincial pel districte de Balaguer, càrrec que va renovar el 1909 i el 1913. El 1907 va assistir a al recepció d'Alfons XIII d'Espanya quan va visitar Balaguer. A les eleccions de 1917 no fou escollit i es va incorporar a la "Unión Federada de la Clase Media de Urgel", una associació de petits comerciants, de caràcter regionalista però oposat a l'autonomisme, que considerava "materialista" i "anticatòlic". També es va integrar en la Societat del Canal d'Urgell, A les eleccions provincials de 1921 ja no es va presentar.
Durant la dictadura de Primo de Rivera fou accidentalment alcalde de Balaguer el 1926, i fins i tot tornà a ser diputat provincial el 25 de febrer de 1930. Aleshores fou escollit president de la Diputació de Lleida, càrrec que va ocupar fins a la proclamació de la Segona República Espanyola. En 1932 va formar part de la junta de govern de l'Institut Agrícola Català de Sant Isidre (IACSI) i el 1935 fou escollit síndic de la Confederació Hidrogràfica de l'Ebre amb Romà Sol i Mestre i Ramon Novell i Andreu.
Durant la guerra civil espanyola va romandre a Balaguer, on va amagar capellans a casa seva. En acabar la guerra va continuar exercint d'advocat i el 1939 fou escollit president del Sindicat de Regants del Canal d'Urgell. Va morir a Balaguer el 29 de juliol de 1961, als 85 anys.